# Ким Нам Сун
Ким Нам Сун (кор. 김남순, р.7 мая 1980 — южнокорейская спортсменка, стрелок из лука, олимпийский чемпион.

## Биография
Родилась в 1980 году. В 2000 году на Олимпийских играх в Сиднее стала чемпионкой в командном первенстве, а в личном первенстве завоевала серебряную медаль